# قصر (استان بجایه)
قصر (به عربی: القصر) یک شهرداری در الجزایر است که در استان بجایه واقع شده‌است.